# Orthopristis
Genre
Orthopristis est un genre de poissons dénommés « gorets », au sein de la famille des Haemulidae.

## Les espèces
Selon World Register of Marine Species (21 octobre 2014) :
- Orthopristis cantharinus (Jenyns, 1840)
- Orthopristis chalceus (Günther, 1864)
- Orthopristis chrysoptera (Linnaeus, 1766) - goret mule
- Orthopristis forbesi Jordan & Starks, 1897
- Orthopristis lethopristis Jordan & Fesler, 1889
- Orthopristis poeyi Scudder, 1868
- Orthopristis reddingi Jordan & Richardson, 1895
- Orthopristis ruber (Cuvier, 1830)